# Georgismo

Logo della campagna georgista del 1890 in cui il gatto sul badge fa riferimento a uno slogan "Lo vedi il gatto?" per fare un'analogia con la questione della terra.

Il georgismo (o geoismo) è una filosofia politica e politica economica creata da Henry George (1839-1897) che sostiene che ognuno abbia il diritto di appropriarsi di ciò che crea attraverso il proprio lavoro, ma che ogni cosa che si trova in natura, principalmente la terra, appartenga in maniera egalitaria a tutta l'umanità. La filosofia georgista è legata all'idea della tassa unica sul valore della terra.
I georgisti sostengono che un'imposta sul valore fondiario sia efficiente, giusta e raccolga sufficienti entrate così che ogni altro tipo di imposte (meno giuste e meno efficienti) possa essere ridotto o integralmente eliminato. La tassa unica è giustificata con la clausola lockiana.